# Родольфо Рівадемар
Родольфо Рівадемар (ісп. Rodolfo Rivademar, 19 жовтня 1927 — 15 жовтня 2013) — аргентинський яхтсмен.
Срібний призер Олімпійських Ігор 1948 року в класі 6 метрів.